# Aap (zeil)
Een aap is op een zeilschip een min of meer vierkant zeil, dat bij niet al te sterke wind hoog in een van de masten boven de andere zeilen bijgezet kon worden.

## Tot 1800
Tot deze tijd was een aap een klein razeil dat gevoerd werd aan het derde verlengstuk van de mast de bovenbraam. De juiste term voor dit zeil is bovenbraamzeil. Er waren drie bovenbraamzeilen het fokke, groot en kruis bovenbraamzeil, naargelang de mast waarin het zeil werd gevoerd.

## Na 1800
Op de windjammers werd dit extra bovenzeil een klapmuts genoemd. Het werd aangeslagen boven de scheizeilen, die op hun beurt boven de bovenbraamzeilen zaten.
Bij zeilschepen met twee masten is de aap meestal een soort hoog voorzeil van de achtermast. In tegenstelling tot de meeste andere zeilen is die niet bevestigd aan een stag en is de romp aan de loefzijde van het schipbevestigingspunt voor de halshoek. De schoothoek komt aan de achtermast. Bij het gijpen moet de aap altijd eerst gestreken worden, daar deze in de weg zit van het grootzeil van de voormast. Dit zeil is alleen bruikbaar op ruimere koersen.

## Op de Zuiderzee

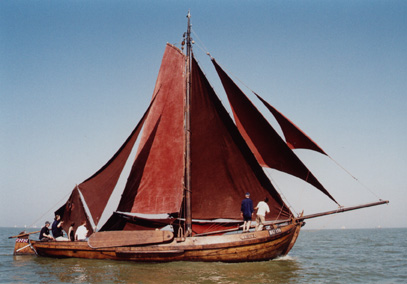
Botter (de BU130) met aap (driehoekige zeil links)

Aan boord van de botter was de aap een driehoekig zeil dat op veel verschillende manieren kon worden gevoerd. De meeste Zuiderzee-dorpen hadden elk hun eigen manier. De aap werd gehesen aan de kraanlijn (op platbodems soms dirk genoemd) en in het onderlijk (onderrand van het zeil) werd een boom (een rondhout) geplaatst. Deze boom werd met een schoot (touw) bevestigd aan het roer en de halshoek bleef los of was vastgezet aan het boord (de bovenzijde van de wand van het schip). Net als op de windjammers moet de aap voor een gijp eerst gestreken worden. Hij zit namelijk in de weg voor het grootzeil. Ook de aap van botters is alleen bruikbaar op ruimere koersen.